# San Giorgio Canavese
San Giorgio Canavese – miejscowość i gmina we Włoszech, w regionie Piemont, w prowincji Turyn.
Według danych na rok 2004 gminę zamieszkiwało 2397 osób, 119,8 os./km².